# Жидачівська Оранта
Жидачівська Оранта, Жидачівська чудотворна ікона Матері Божої або Чудотворна жидачівська ікона Воплочення — чудотворна ікона Богородиці, що перебуває в церкві Воскресіння Христового в м. Жидачів, Львівської області.

### Опис
Належить до типу Оранта. Ікона виконана темперою на одній суцільній дошці без шпуг. Її розмір 144 см х 75,5 см. Товщина дошки досить значна – 38–40 мм, ширина поля ковчегу 7 см, глибина ковчегу 1 см, його верхня частина має рідкісну для українських ікон лучкову форму.
На іконі вміщено фігуру Богородиці на повний зріст, поясне зображення Ісуса Христа в неї на грудях. Охарактеризувати первісну колористику твору немає можливості, бо його ще ґрунтовно не реставрували.
На звороті дошки є напис XVII ст.:
«Образ цей Воплочення Пречистої ПрисноДіви Марії намальований і відданий до монастиря Жидачівського року Божого 1406 Ієромонах Веніамін»

## Історія

### Легендарні версії та наукові дані
У рукописному переліку здійснених при іконі чудес (з 1750 року), приведені дві версії її походження. За першою версією, вона написана 1406 р. для жидачівської монастирської церкви єромонахом Веніаміном.
За другою версією, ікона появилась в XVII столітті на триверхій груші.

Також «згідно з іншою легендою, ікону виловлено в ріці й спершу поміщено її в маленькій капличці, яка згоріла 1888 року. Тоді перенесено її до новозбудованої церкви»
Образ наділений стійким комплексом ознак середини XVI ст. з яскравими аналогами серед перемишльської спадщини, проте водночас — виразними прикметами давнішого оригіналу. До нього відсилає величава фронтальна постава Богородиці, її характерний лик з розбудованими щоками, малим підборіддям, прямим тонким носом, своєрідними короткими підкреслено «скругленими» бровами. Окремими з цих рис наділений також лик Емануїла. Вони відтворюють ідеал монументального стилю ранніх Палеологів настільки виразно й послідовно, що ікона, безперечно, є реплікою оригіналу останніх десятиліть XIII ст.
Іларіон Свєнціцький датував ікону 1406 р. та XV століттям, патріарх Димитрій (Володимир Ярема) — не пізніше ніж XV століття.
На думку Віри Свєнціцької, Володимира Вуйцика та Володимира Александровича, йдеться про твір середини XVI століття.
З огляду на незвичний для України ковчег, Володимир Вуйцик та патріарх Димитрій висловили припущення про балканське походження майстра.
Перші згадки про чудотворність ікони представив дослідник А. Петрушевич у своїй праці «Сводній Галицько-Руській літописі». Хроніка чудес Жидачівської чудотворної ікони Пресвятої Богородиці велася із 1750 року і називалася «Руно орошеное Пречистой Діви Маріі чудодійственная благодаті роса от чудотворнаго єя образа истікающая в Жидачеві»

### Подальша доля ікони
Ікона тривалий час знаходилася в монастирській Успенській церкві. Спочатку вона перебувала на престолі в жидачівській церкві св. Миколая. Звідти отець Іван Жигалович в 1572 р. переніс її до церкви Воскресіння Христового.
У 1772 році староста Цициліва (нині Вільхівці), що неподалік Жидачева, Каєтан Шептицький подарував виготовлені власним коштом золочені та посріблені дерев'яні шати, а також закупив срібні корони для ікони. А коронував Жидачівську чудотворну ікону Пресвятої Богородиці єпископ Лев Шептицький.
У 1888 році в Жидачеві трапилася велика пожежа, яка знищила майже чверть міста і церкву, але парафіянам дивом вдалося врятувати образ із вогню. Після цього протягом 13 років ікона перебувала у жидачівському костелі.
21 вересня 1901 року ікону урочисто перенесли до новозбудованої мурованої церкви Воскресіння Христового та помістили у святилищі за престолом, де він знаходиться і сьогодні.

## Вшанування
Остаточно невідомо, коли Жидачівська ікона була офіційно проголошена чудотворною, однак відпусти до ікони проводяться ще з 1752 року. Спершу вони відбувались у восьму п'ятницю після Великодня, а з 1948 року у восьму неділю (або у неділю після Зіслання Святого Духа), коли у Жидачеві відпустовий празник. Вперше назву «Жидачівська Оранта» до ікони застосував львівський мистецтвознавець В. Вуйцек, який у 1980–90-х роках її досліджував.
Про те, що ікона користувалася величезною шаною в містечку свідчить хоча б такий факт: до 1939 року територію за іконою Пречистої Діви називали «Запречисте».

## Копії
Вивчення жидачівського «Воплочення» принесло ще один важливий для сприйняття його самого й ширшого контексту висновок. Виявлено немало пізніших, XVII і навіть XVIII ст., реплік, які слід визнати прямими чи опосередкованими відтвореннями того ж оригіналу.
Їх географія тяжіє до єдиного осередку, який, відповідно до притаманної для окресленого історичного регіону системи внутрішніх взаємо — зв’язків, ідентифікується як монастир князя Лева Даниловича у Спасі (сучасна література, виходячи з новітніх реалій, на перший план ставить Лаврівський монастир). Отже, усі репліки, перелік яких започатковує Жидачівська ікона, відтворюють гаданий історичний протограф — імовірний дар князя до Спаського монастиря.